# Sophie Hopkins
Sophie Lisa Hopkins (* 25. November 1990 in Singapur) ist eine britische Schauspielerin, bekannt für ihre Rolle als April MacLean im auf BBC Three ausgestrahlten Doctor-Who-Spin-off Class.

## Leben
Hopkins wuchs in East Yorkshire (England) auf. Sie besuchte das York College in York in North Yorkshire, wo sie Darstellende Kunst und Musiktheater (Musical Theatre) studierte. Im Jahr 2010 zog sie nach London und schloss sich der Fourth Monkey Theatre Company, einem Repertory Theatre, an.
Sie wirkte in mehreren Fernsehserien und Fernsehdokumentationen mit, die u. a. auf ITV, der BBC und dem Discovery Channel U.S gesendet wurden. Außerdem war sie Darstellerin in mehreren Kurzfilmen.

## Filmografie (Auswahl)
- 2011: Filthy Cities (Folge: Revolutionary Paris, Mini-Dokuserie)
- 2011: The Meeting Place (Kurzfilm)
- 2011–2012: Die dunkle Seite der Wissenschaft (Dokuserie, 3 Folgen)
- 2013: The Square Orbit (Kurzfilm)
- 2014: Life Lines (Kurzfilm)
- 2014: Whiplash Dreams (Kinofilm)
- 2015: Dead Gigolo (Kurzfilm)
- 2016: Brackenmore (Kinofilm)
- 2016: Since We Last (Kurzfilm)
- 2016: Class (Fernsehserie, Serienrolle)
- 2016: Breaking (Kurzfilm)